# Данилевский, Николай Яковлевич
Никола́й Я́ковлевич Даниле́вский (4 декабря [16 декабря] 1822 , село Остров (по другой версии село Оберец) Ливенского уезда Орловской губернии — 7 [19] ноября 1885, Тифлис) — русский социолог, культуролог, публицист и естествоиспытатель; геополитик, один из основателей цивилизационного подхода к истории, идеолог панславизма.

## Основные идеи
- Идея божественного провидения[5].
- Идея исторического круговорота[5].
- Критика европейской цивилизации[5].
- Концепция культурно-исторического типа[5], состоящего из четырёх основ: религия, культура (наука, искусство, техника), политика, Общественно-экономический уклад. Культурно-исторические типы или цивилизации противостоят этнографическому материалу.

«Будучи панславистом, он идеализировал славянскую цивилизацию, сочетавшую, по его мнению, религиозность еврейской цивилизации с артистизмом греков, а римское законодательство с тевтонским военным искусством», — отмечает д-р Kateryna Novikova.

## Биография
Традиционно его рождение ошибочно датируется 28 ноября (10 декабря) 1822 года. Такая датировка впервые появилась в некрологе, опубликованном в 1885 г. П. Н. Семеновым, и была повторена Н. Н. Страховым в статье «Жизнь и труды Н. Я. Данилевского», помещенной в 1886 г. в посмертном издании «России и Европы», после чего стала общепринятой.
Однако в «Деле по рапорту Орловского депутатского собрания о дворянстве рода Данилевских» содержится ряд документов, из которых следует, что Николай Яковлевич родился 4 (16) декабря 1822 г. В частности, в выписке из метрической Ливенской округи села Острова книге значится: «Конно-егерского Его Величества короля Виртембергского полка г. маиора и кавалера Якова Иванова сына Данилевского 2-го, сын Николай родился тысяча восемь сот двадцать второго года декабря 4-го, а крещен 6-го числа; восприемником был Елецкой округи села Дрезгалова маиор Петр Дмитриев сын Коротнев, таинство совершал священник Николай Острогорский с диаконом Гавриилом Рудневым и дьячком Иларионом Шубиным».
Данилевский воспитывался в Царскосельском лицее (1836—1843), а затем был вольным слушателем на факультете естественных наук в Санкт-Петербургском университете. Во время учёбы сошёлся с братьями Н. П. Семёновым и П. П. Семёновым-Тян-Шанским, с которыми жил на одной квартире. С последним Данилевский в 1848 и 1849 гг. совершил две экспедиции: сначала они пешком прошли путь от Петербурга до Москвы, а затем по поручению Вольного экономического общества отправились «исследовать чернозёмное пространство Европейской России в агрономическом и естественно-историческом отношении».
В 1846 г. Данилевский получил степень кандидата и в 1849 г. готовился защитить магистерскую диссертацию. Занимаясь специально ботаникой, Данилевский не ограничивал свои интересы этой наукой. По свидетельству П. П. Семёнова-Тян-Шанского, «Николай Яковлевич Данилевский, с которым так тесно были сплетены мои университетские годы, так как мы не только жили вместе, но и делили между собою все свои занятия, был в высшей степени оригинальной и симпатичной личностью…. В университетские годы произошла в нём резкая перемена: из человека консервативного направления и набожного, он быстро перешёл в крайнего либерала сороковых годов, причем увлекся социалистическими идеями и в особенности теорией Фурье. Данилевский обладал огромной эрудицией. Перечитали мы с ним кроме книг, относившихся к нашей специальности — естествознанию, целую массу книг из области истории, социологии и политической экономии, между прочим, все лучшие тогда исторические сочинения о французской революции и оригинальные изложения всех социалистических учений (Фурье, Сю-Симон, Оуэн и т. д.)».
В 1845—1848 гг. Данилевский нерегулярно посещал пятничные заседания кружка Петрашевского, где зимой 1847/48 гг. прочёл целый курс лекций о системе Фурье, после чего на «пятницах» больше не появлялся.
22 июня (4 июля) 1849 года он был арестован по делу Петрашевского и провел более четырёх месяцев в Петропавловской крепости. За время заключения Данилевский отказался от либеральных воззрений, воспринятых им в период пребывания в столице, и вернулся к прежним, консервативным, взглядам. Он представил оправдательную записку, в которой подробно обосновал, что учение Фурье не представляет опасности для устоев монархии, и тем самым доказал свою политическую невиновность. 10 (22) ноября был освобождён из заключения, выслан из Петербурга и определён в канцелярию сначала вологодского, а потом самарского губернатора.
В ссылке Данилевский продолжил свою научную деятельность. В 1853 году вышла в свет монументальная книга «Климат Вологодской губернии», в которой использовался труд А. Ф. Фортунатова «Метеорологические наблюдения и разные физические замечания, сделанные в Вологде».
В том же 1853 году Данилевский был командирован в экспедицию под начальством академика Карла Бэра для исследования рыболовства по Волге и Каспийскому морю. В 1857 году, причисленный к департаменту сельского хозяйства, он был отправлен для таких же исследований на Белое море и Северный Ледовитый океан. Данилевским было выработано законодательство по части рыболовства во всех водах европейской части России. В 1866 году за его исследования на Азовском море и предшествующие труды в Каспийской экспедиции был награждён Константиновской медалью Русского географического общества.
В 1864 году Данилевский купил имение на южном берегу Крыма, в Мшатке. Туда в гости к Данилевскому приезжали славянофилы Н. Н. Страхов, И. С. Аксаков; здесь же в 1885 году побывал Л. Н. Толстой, который прошёл для этого 20 вёрст пешком. В Крыму Данилевский вёл научно-исследовательскую работу, являлся краткое время директором Никитского ботанического сада. Скоропостижно скончался в Тифлисе во время очередной научной поездки. Был похоронен в своём крымском имении.

## Творческая деятельность
Основной труд Данилевского, «Россия и Европа», печатался сначала в журнале «Заря». Первое отдельное издание (ошибочно показанное вторым) вышло в 1871 г, второе (ошибоч. 3-е) в 1885 и третье (ошиб. 4-е) в 1887 г.
Другой обширный труд Данилевского, «Дарвинизм», появился в 1885 году. В двух толстых книгах (к которым после смерти автора присоединён ещё дополнительный выпуск) Данилевский подвергает теорию Дарвина подробному разбору с предоставленною целью доказать её полную неосновательность и нелепость. К этой критике, вызвавшей восторженные похвалы H. H. Страхова, безусловного приверженца Данилевского, специалисты-естествоиспытатели отнеслись вообще отрицательно. Кроме горячего нападения со стороны известного ботаника, московского профессора Тимирязева, вступившего в резкую полемику со Страховым, сочинение Данилевского было разобрано академиками Фаминцыным и Карпинским.
Тимирязев подвергнул уничтожающей критике как логическую и философскую, так и естественнонаучную аргументацию Данилевского и Страхова, продемонстрировав их незнакомство с современным книге уровнем биологической науки. Причиной столь горячей полемики Тимирязев счёл присущую русской образованной среде «кружковщину»: «Такимъ-то маленькимъ мессіей, очевидно, былъ въ глазахъ своего маленькаго кружка и Данилевскій, а его книга заранѣе была признана мечомъ, который онъ долженъ былъ принести для пораженія нечестивой науки Запада. И вдругъ оказалось, что этотъ мессія — только компиляторъ, кропотливо подобравшій устарѣлыя, заброшенныя возраженія и при обращеніи съ ними на каждомъ шагу обнаруживающій неспособность къ научному безпристрастію и строгому логическому мышленію».
Фаминцын, рассмотревший всю книгу по главам, приходит к следующим заключениям: «Из числа приводимых им возражений сравнительно лишь весьма немногие принадлежат автору „Дарвинизма“; громаднейшее большинство их, и притом самые веские, более или менее подробно заявлены были его предшественниками (далее указываются Негели, Агассис, Бэр, Катрфаж и в особенности трёхтомное сочинение Виганда); Данилевским же они лишь обстоятельнее разработаны и местами подкреплены новыми примерами…» «Книгу Данилевского я считаю полезною для зоологов и ботаников; в ней собраны все сделанные Дарвину возражения и разбросаны местами интересные фактические данные, за которые наука останется благодарною Данилевскому».
Академик Карпинский, разбиравший палеонтологическую часть «Дарвинизма», дает следующую её оценку: «в авторе можно признать человека выдающегося ума и весьма разнообразных и значительных знаний; но в области геологии сведения его, нередко обнимающие даже детали, не лишены и крупных пробелов. Без сомнения, это обстоятельство, а также предвзятое, утвердившееся уже до рассмотрения вопроса с геологический стороны, убеждение в несправедливости теории эволюции было причиной, что Данилевский пришёл к выводам, с которыми нельзя согласиться» (см. «Вестник Европы», 1889, кн. 2).
Сочинение Данилевского, представленное в Академию наук для соискания премии, не было её удостоено.
В XX веке «Дарвинизм» был высоко оценён родоначальником номогенеза Л. С. Бергом:

Книга эта, конечно, всем естествоиспытателям по наслышке известна, но из людей моего возраста, я думаю, найдется в России едва пять-шесть человек, которые её читали бы: за ней имеется слава Герострата. <…> Прочитав её, я с радостным удивлением убедился, что наши взгляды во многом одинаковы. Труд Данилевского, результат обширной эрудиции автора, есть произведение, заслуживающее полного внимания. В нём заключена масса дельных соображений, к которым независимо впоследствии пришли на Западе.— Л. С. Берг. Номогенез, или Эволюции на основе закономерностей. — Петроград, 1922. — С. III-IV.
Кроме двух названных книг Данилевский напечатал в различных периодических изданиях много статей, частью по своей специальности, частью публицистического характера. Некоторые из них изданы H. H. Страховым в 1890 году под заглавием «Сборник политических и экономических статей H. Я. Данилевского»; там же и подробный перечень всего им написанного.

### «Россия и Европа»
Социологические взгляды Данилевского наиболее полно изложены в книге «Россия и Европа» (1869), в которой автор выдвинул теорию обособленных, локальных «культурно-исторических типов» (цивилизаций), развивающихся подобно живым организмам. Они находятся в непрерывной борьбе друг с другом и с внешней средой, так же, как и биологические виды, проходят стадии возмужания, дряхления и неизбежной гибели. Ход истории выражается в смене вытесняющих друг друга культурно-исторических типов. Данилевский выделяет 10 таких типов; качественно новым, перспективным с точки зрения истории типом считает «славянский тип», наиболее полно выраженный в русском народе.
Данилевский, отрицая всякую общечеловеческую задачу в истории, считает Россию и славянство лишь особым культурно-историческим типом, однако наиболее широким и полным Данилевский видит в человечестве только отвлеченное понятие, лишённое всякого действительного значения и оспаривает общепринятые деления — географическое (по частям света) и историческое (древняя, средняя и новая история). При этом Данилевский выставляет в качестве действительных носителей исторической жизни несколько обособленных «естественных групп», которые обозначает термином «культурно-исторические типы».
Всякое племя или семейство народов, характеризуемое отдельным языком или группою языков, довольно близких между собою для того, чтобы сродство их ощущалось непосредственно, без глубоких филологических изысканий, составляет самобытный культурно-исторический тип, если оно вообще по своим духовным задаткам способно к историческому развитию и вышло уже из младенчества. Таких типов, уже проявившихся в истории, Данилевский насчитывает 10: египетский, китайский, ассиро-вавилоно-финикийский, или древнесемитический, индийский, иранский, еврейский, греческий, римский, новосемитический, или аравийский, и германо-романский, или европейский. Россия со славянством образуют новый культурно-исторический тип, который должен проявиться в скором времени, совершенно отличный и отдельный от Европы. К этим несомненным, по Данилевскому, естественным группам он причисляет ещё два сомнительных типа (американский и перуанский), «погибших насильственною смертью и не успевших совершить своего развития» (в отношении Новой Америки Данилевский не признавал особый вырабатывающийся культурно-исторический тип).
Данилевский, как и Рюккерт (хотя в несколько ином распределении), признает четыре общих разряда культурно-исторической деятельности: деятельность религиозная, собственно культурная (наука, искусство, промышленность), политическая и социально-экономическая.
Признавая человечество за пустую абстракцию, Данилевский видит в культурно-историческом типе высшее и окончательное выражение социального единства. Если та группа, которой мы придаем название культурно-исторического типа, и не есть абсолютно высшая, то она во всяком случае высшая из всех тех, интересы которых могут быть сознательными для человека, и составляет, следовательно, последний предел, до которого может и должно простираться подчинение низших интересов высшим, пожертвование частных целей общим.
Отрицая то, что для культурно-исторического типа прежде всего нужна культура, Данилевский предлагает некое славянство в себе и для себя, признает за высшее начало самую особенность племени независимо от исторических задач и культурного содержания его жизни. Такое противоестественное отделение этнографических форм от их общечеловеческого содержания могло быть сделано только в области отвлеченных рассуждений. При сопоставлении же теории с действительными историческими фактами она оказывалась с ними в непримиримом противоречии. История не знает таких культурных типов, которые исключительно для себя и из себя вырабатывали бы образовательные начала своей жизни. Данилевский выставил в качестве исторического закона непередаваемость культурных начал — но действительное движение истории состоит главным образом в этой передаче.
В изложение своего взгляда на историю Данилевский вставил особый экскурс о влиянии национальности на развитие наук. Здесь он как будто забывает о своей теории: вместо того, чтобы говорить о выражении культурно-исторических типов в научной области, указывается лишь на воздействие различных национальных характеров — английского, французского, немецкого и т. д. Различая в развитии каждой науки несколько главных степеней (искусственная система, эмпирические законы, рациональный закон), Данилевский находил, что учёные определённой национальности преимущественно способны возводить науки на ту или другую определённую степень. Эти обобщения оказываются, впрочем, лишь приблизительно верными, и установленные Данилевским правила представляют столько же исключений, сколько и случаев применения. Во всяком случае этот вопрос не находится ни в каком прямом отношении к теории культурно-исторических типов.
Концепция Данилевского во многом схожа с ранее высказанными идеями славянофилов. Более оригинальны для того времени, когда появилась книга, политические взгляды Данилевского, которые он резюмирует в следующих словах:
Европа не только нечто нам чуждое, но даже враждебное, что её интересы не только не могут быть нашими интересами, но в большинстве случаев прямо им противоположны
Та цель, ради которой русские должны, по Данилевскому, отрешиться от всяких человеческих чувств к иностранцам и воспитать в себе и к себе odium generis humani — заключается в образовании славянской федерации с Константинополем как столицей.

### Отзывы и критика
«Россия и Европа» приобрела в России известность и стала распространяться лишь после смерти автора. Критически разбирали теорию Данилевского Щебальский, академик Безобразов, профессор Кареев, Милюков. Безусловным апологетом её выступал неоднократно Н. Страхов, положительно её оценили К. Н. Бестужев-Рюмин и В. В. Розанов. Достоевский назвал «Россию и Европу» «настольной книгой каждого русского». Сильное влияние оказал Данилевский на взгляды К. Леонтьева, признававшего его одним из своих учителей. Наследником историософских взглядов Данилевского считал себя Н. Трубецкой. Высоко ценил «Россию и Европу» Л. Гумилёв.
Основательной критике работу Н. Я. Данилевского «Россия и Европа» подверг русский мыслитель и философ В. С. Соловьёв (статья «Россия и Европа», позже вошедшая в сборник «Национальный вопрос в России». Архивировано из [readr.ru/vladimir-solovev-nacionalniy-vopros-v-rossii.html оригинала] 17 апреля 2013 года.), указывавший на поверхностность и необъективность автора и его противоречие самому себе. В то же время В. С. Соловьёв признал, что работа Н. Я. Данилевского «Дарвинизм» представляет собой «самый обстоятельный и прекрасно изложенный свод всех существенных возражений, сделанных против теории Дарвина в европейской науке», но высказал сожаление, что Николай Яковлевич не предложил никакой оригинальной концепции. Данилевский фактически пересказывает идеи Генриха Рюккерта. В советской историографии 1920-х Данилевский характеризовался как крайний реакционер, черносотенец, идеолог экспансии русского царизма.
Собственно, ключевым моментом в концепции Данилевского, который и по сей день включают в курсы истории социологии во всем мире, является цикличность цивилизационного процесса. В отличие от Тойнби и Шпенглера, Данилевский не сосредотачивает своего внимания на признаках упадка или прогресса, но собирает обширный фактологический материал, позволяющий за множеством исторических особенностей увидеть повторяемость социальных порядков.
На данный момент Данилевский заслуженно признан классиком русской геополитики, оказавшим сильное влияние, к примеру, на евразийскую геополитическую школу, наряду с О. Шпенглером он признан основателем цивилизационного подхода к истории. Также ему принадлежат бесспорные заслуги в области естествознания и народного хозяйства.
На Данилевского ссылается Нарочницкая в своей современной оценке культурного сознания европейцев — «то, что самая радикальная часть англосаксонских пуритан заблагорассудила удалиться за океан для осуществления на чистой доске своих идей, надолго обезопасило Англию в культурном отношении»

## Публикации
- О движении народонаселения в России. СПб.,1851.
- Климат Вологодской губернии. СПб.,1853.
- Дарвинизм, т. 1-2, СПб, 1885—1889
- Сборник политических и экономических статей, СПб, 1890.
- Данилевский Н. Я. Россия и Европа. Факсимиле книги 1895 года, pdf, 12,8 Мб

Современные издания трудов
- Данилевский Н. Я. Россия и Европа. — М.: «Книга», 1991. — 576 с. — 90 000 экз. — ISBN 5-212-00482-9
- Данилевский Н. Я. Россия и Европа: Взгляд на культурные и политические отношения Славянского мира к Германо-Романскому. / составление, вступительная статья и комментарии А. А. Галактионова. — СПБ.: Изд-во «Глаголъ», 1995. — 552 с.
- Данилевский Н. Я. Горе победителям. Политические статьи / Сост. и комм. А. В. Ефремов. — М.: «АЛИР» ГУП «Облиздат» 1998. — 416 с. — ISBN 5-89653-020-X
- Данилевский Н. Я. Россия и Европа. — М.: ИЦ «Древнее и современное», 2002. — 550 с. — 2000 экз. — ISBN 5-902250-02-1. (в пер., суперобл.)
- Данилевский Н. Я. Россия и Европа. Архивировано 10 февраля 2018 года. / Составление и комментарии Ю. А. Белова / Отв. ред. О. Платонов. Изд. 2-е — М.: Институт русской цивилизации, Благословение, 2011. — 816 с ISBN 978-5-902725-73-2
- Данилевский Н. Я. Дарвинизм. Критическое исследование. М.: ФИВ, 2015. — 976 с. ISBN 978-5-91862-025-0

## В нумизматике

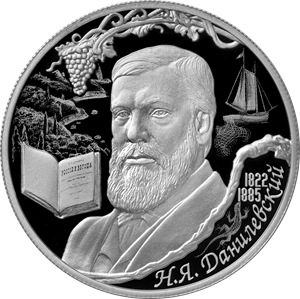
Монета Банка России, 2022 год

15 марта 2022 года Банк России в серии «Выдающиеся личности России» выпустил монету, посвященную социологу.